# La Motte-Picquet - Grenelle (métro de Paris)
Pour les articles homonymes, voir La Motte-Picquet (homonymie).
La Motte-Picquet - Grenelle est une station des lignes 6, 8 et 10 du métro de Paris, située dans le 15e arrondissement de Paris.

## Situation

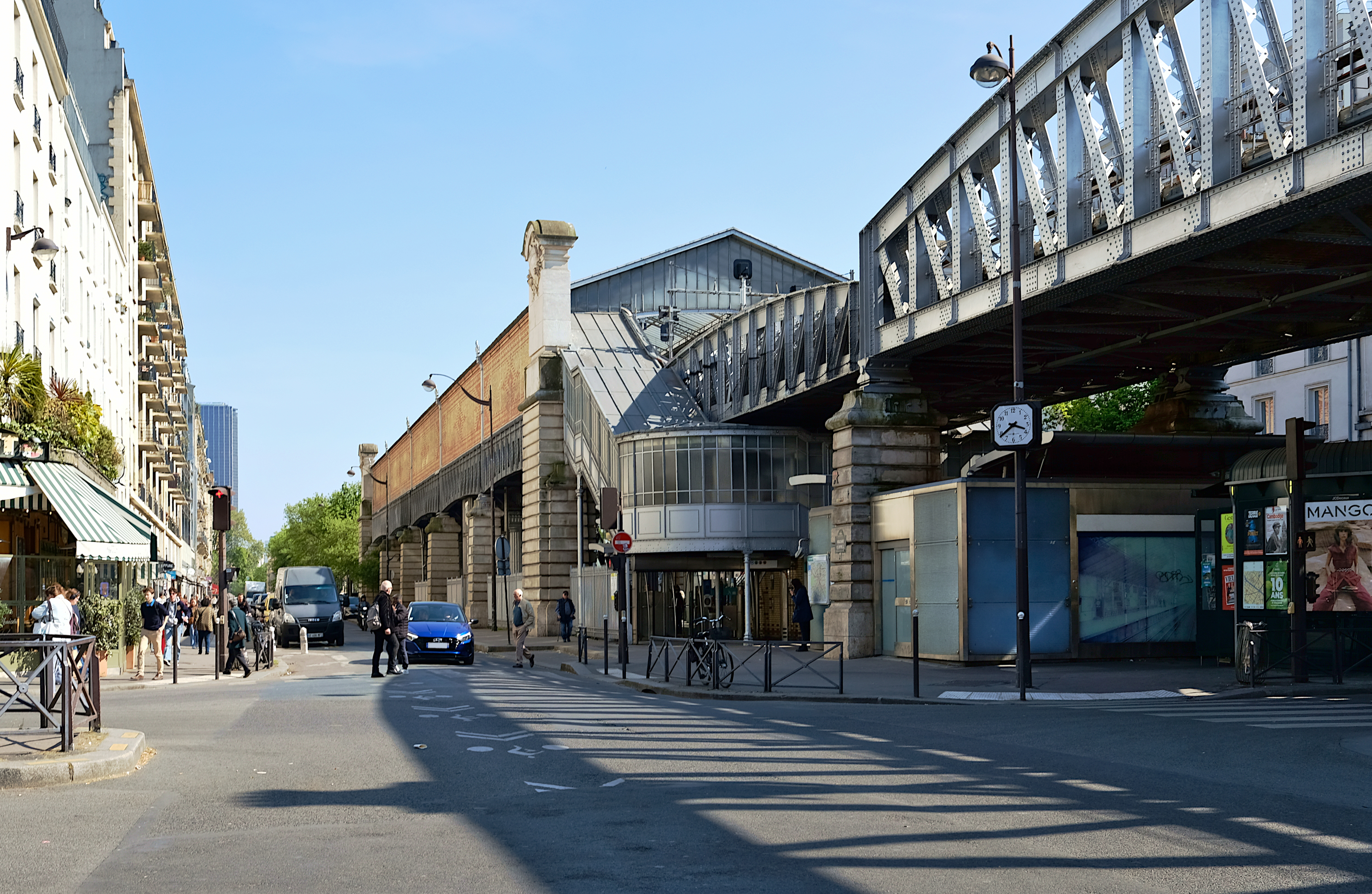
La station La Motte-Piquet-Grenelle (ligne 6) sur le boulevard de Grenelle.

La station est implantée à l'intersection du boulevard de Grenelle, de la rue du Commerce et de l'avenue de La Motte-Picquet, à l'est du quartier de Grenelle. Les quais sont établis :
- sur la ligne 6 (entre les stations Dupleix et Cambronne), à l'est du carrefour sur le boulevard de Grenelle, surplombant son terre-plein central selon un axe approximativement orienté nord-ouest/sud-est ;
- sur les lignes 8 (entre Commerce et École Militaire, sans compter l'actuelle station fantôme Champ de Mars la séparant de la deuxième) et 10 (entre Avenue Émile Zola et Ségur), au nord du croisement et de façon partiellement superposée sous l'extrémité de l'avenue de La Motte-Picquet, selon un axe approximativement orienté nord-est/sud-ouest.

En amont de la station, un raccordement de service s'embranche en pointe sur la voie de la ligne 8 en direction de Balard, peu après la sortie de la station fantôme Champ de Mars, pour se raccorder à la voie de la ligne 10 en direction de Boulogne - Pont de Saint-Cloud.

## Histoire

### Mises en service
Le 24 avril 1906, la station aérienne (actuelle ligne 6) est ouverte sous le nom de La Motte-Picquet avec la mise en service du second prolongement de la ligne 2 Sud depuis Étoile (aujourd'hui Charles de Gaulle - Étoile) jusqu'à Place d'Italie,.
Le 17 octobre 1907, la ligne 2 sud est absorbée par la ligne 5, laquelle effectue alors le trajet Étoile - Lancry (actuelle station Jacques Bonsergent).

Schéma des remaniements de lignes en 1937 dans les chemins de fer.

Le 13 juillet 1913, la station prend son toponyme actuel de La Motte-Picquet - Grenelle à l'occasion de l'ouverture du point d'arrêt souterrain à quai central de la ligne 8, sur son premier tronçon entre Opéra et Beaugrenelle (aujourd'hui Charles Michels). Il s'agit de l'actuel quai commun aux lignes 8 et 10 en direction de Créteil et de Gare d'Austerlitz respectivement. Dans l'objectif d'exploiter la ligne 8 au départ d’Opéra avec deux branches (l'une vers Porte d'Auteuil et l'autre pour Balard), cette station avec quai en îlot est conçue pour accueillir les trains en provenance des deux branches et qui emprunteraient ensuite le tronc commun jusqu'à Opéra. Il est alors prévu que l'actuel quai de la ligne 10 à destination de Boulogne soit le quai desservi par l'autre sens de circulation de la ligne 8, pour les deux destinations, la bifurcation entre les deux branches s'effectuant en aval de la station. Ce quai supplémentaire n'est cependant pas construit lors de l'ouverture de la station souterraine, et le quai existant est alors desservi par les deux sens de circulation de la ligne 8.
Du 17 mai au 6 décembre 1931, le tronçon entre Place d'Italie et Étoile de la ligne 5 est intégré temporairement à la ligne 6, qui relie alors Étoile à Nation afin d'assurer la desserte de l'exposition coloniale qui se tient cette année-là au bois de Vincennes. À la clôture de l'événement, cette section est rendue à la ligne 5 qui avait alors Gare du Nord pour terminus au nord-est.
Un important remaniement affectant les lignes 8, 10 et 14 de l'époque (cette dernière correspondant à une partie de l'actuelle ligne 13) est réalisé la nuit du 26 au 27 juillet 1937 : la ligne 8 est redirigée d’Auteuil vers son terminus actuel de Balard tandis que la ligne 10 hérite du tronçon abandonné par la ligne 8, tout en continuant au-delà de la station par une nouvelle section jusqu'à Vaneau, où elle retrouve son tracé originel jusqu'à Jussieu, la nouvelle ligne 10 ne fonctionnant toutefois qu'à partir du 29 juillet (date d'inauguration du tronçon jusqu'à Duroc). La station subit alors une profonde restructuration pour adopter sa configuration actuelle : le quai, initialement prévu pour être desservi par les trains de la ligne 8 à destination des deux branches est finalement construit, et reçoit les trains de la ligne 10 à destination d’Auteuil, tandis qu'un autre quai est édifié en dessous de celui-ci (en raison de la faible largeur restant entre la station et les immeubles ) afin de recevoir les trains de la ligne 8 redirigés vers Balard. La station à quai central conserve ses trains en direction de l'est (Porte de Charenton), tandis que l'autre voie accueille les trains de la ligne 10 à destination de Jussieu. En parallèle, le quai de la ligne 8 dans cette même station est allongé à 105 mètres, son tympan nord-est étant ainsi en retrait de celui de la ligne 10, afin d'accueillir d'hypothétiques trains de sept voitures, projet qui finalement ne se concrétisa pas. À l'extrémité opposée, la hauteur du tunnel au niveau où la ligne 8 rejoint le quai central trahit son trajet initial, la voie ayant été abaissée pour que la ligne 8 vienne rejoindre son nouveau tracé en passant sous la ligne 10. Au nord de la station, l'ancienne voie de la ligne 8 en direction de Porte de Charenton devient un raccordement de service avec la ligne 10.
Le 6 octobre 1942, le tronçon la ligne 5 qui fut temporairement absorbé par la ligne 6 en 1931 est définitivement cédé à cette dernière, ceci afin de permettre le prolongement de la première ligne précitée le 12 octobre suivant, au nord-est de Gare du Nord jusqu'à Église de Pantin, sans entraîner un rallongement excessif son temps de parcours qui serait préjudiciable à l'exploitation.

### Origine du nom

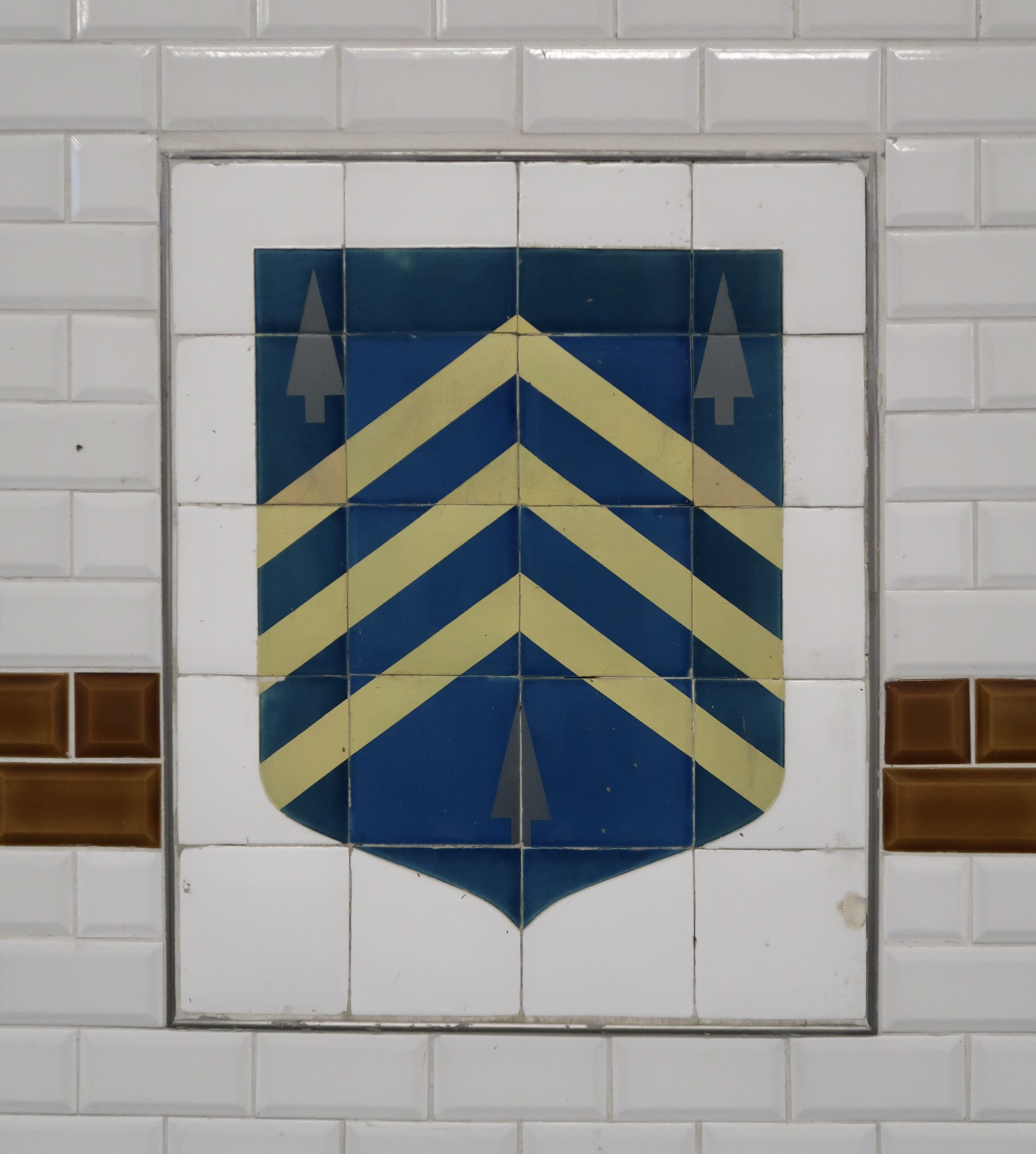
Blason de Toussaint-Guillaume Picquet de La Motte dans un couloir de la station.

La station doit sa dénomination à son implantation au croisement de l'avenue de La Motte-Picquet et du boulevard de Grenelle. La première voie rend hommage à l’amiral Toussaint-Guillaume Picquet de La Motte (1720-1791), tandis que la seconde renvoie à l'ancienne commune de Grenelle qu'elle délimitait par le nord jusqu'à son annexion à Paris en 1860, trente ans à peine après sa création. Ce village a également donné indirectement son nom à la station Charles Michels de la ligne 10 à travers son appellation inaugurale de Beaugrenelle jusqu'en 1945, ainsi qu'à l'actuelle station Bir-Hakeim de la ligne 6 jusqu'en 1949.

### Modernisations

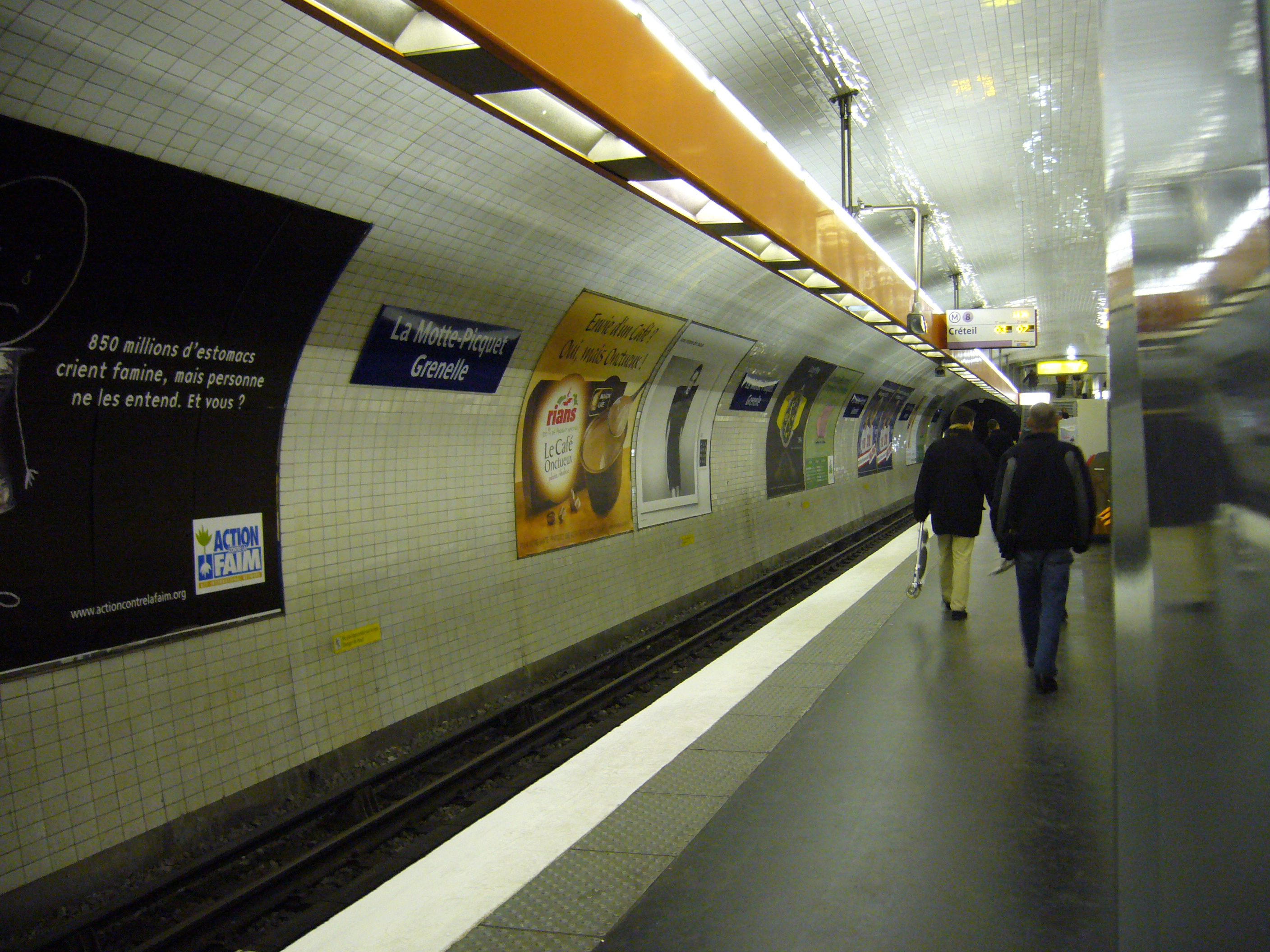
Quais de la ligne 8 en direction de Créteil.

Le quai de la ligne 8 en direction de Balard est rénové après 1969 en adoptant le style « Mouton-Duvernet » avec des carreaux à plusieurs tons orangés, tranchant radicalement avec le blanc dominant de l'origine du métro, ainsi que d'une rampe d'éclairage caractéristique de ce type d'aménagement, lequel est par la suite complété de sièges de style « Motte » rouges. Les autres points d'arrêt des lignes 8 et 10 sont quant à eux modernisés en style « Andreu-Motte », comme un tiers des stations du réseau entre 1974 et 1984, en l'occurrence de couleur orange. Celui de la ligne 10 à destination de Boulogne conserve ses faïences biseautées d'origine, tandis que la station commune aux lignes 8 vers Créteil et 10 vers Gare d'Austerlitz reçoit un carrelage blanc plat. Les banquettes en carrelage orange plat typique de ce style décoratif disparaîtront ultérieurement de ces deux stations.
Dans le cadre du programme « Renouveau du métro » de la RATP, les couloirs d'accès à la ligne 6 ont été rénovés le 14 novembre 2007 et ses quais en 2008, puis ce fut au tour du restant des couloirs et d'une partie du point d'arrêt de la ligne 8 en direction de Balard en 2014, mettant fin à la décoration de style « Mouton » de ce dernier du côté du quai uniquement (le piédroit côté voie conservant ses carreaux orangés), au profit d'un retour au traditionnel carrelage blanc biseauté. Du 1er juillet au 31 août 2020, le couloir de correspondance entre la station aérienne de la ligne 6 et les points d'arrêt souterrains des lignes 8 et 10 subit une modernisation complémentaire avec le remplacement de l'asphalte au sol par du carrelage gris anthracite, nécessitant sa fermeture au public pendant toute la durée des travaux.

### Fréquentation
Selon les estimations de la RATP, la station a vu entrer 7 958 383 voyageurs en 2019, ce qui la place à la 30e position des stations de métro pour sa fréquentation. En 2020, avec la crise du Covid-19, son trafic annuel tombe à 3 428 458 voyageurs, la reléguant alors au 44e rang, avant de remonter progressivement en 2021 avec 5 117 708 entrants comptabilisés, ce qui la classe à la 34e position des stations du réseau pour sa fréquentation cette année-là.

## Services aux voyageurs

### Accès
La station dispose de cinq accès :
- l'accès 1 « Rue du Commerce » (48° 50′ 56″ N, 2° 17′ 54″ E) s'effectuant à l'extrémité nord-ouest de l'espace commun sous la station aérienne de la ligne 6, et débouchant sur le terre-plein central du boulevard de Grenelle au droit du no 113 ;
- l'accès 2 « Avenue de La Motte-Picquet » (48° 50′ 57″ N, 2° 17′ 54″ E), constitué d'un escalier fixe agrémenté d'un mât avec un « M » jaune inscrit dans un cercle, se trouvant face au no 65 de cette avenue et ne donnant accès qu'aux lignes 8 et 10 ;
- l'accès 3 « Boulevard de Grenelle » (48° 50′ 55″ N, 2° 17′ 58″ E) s'effectuant à l'extrémité orientale de l'espace sous le viaduc de la ligne 6, et se situant sur le terre-plein central de ce boulevard au droit des nos 123 côté nord et 126 côté sud ;
- l'accès 4 « Rue de Pondichéry » (48° 50′ 58″ N, 2° 17′ 53″ E), constitué d'un escalier fixe permettant d'accéder uniquement aux lignes 8 et 10, débouchant face au no 66 de l'avenue de La Motte-Picquet ;
- l'accès 5 « Avenue de Suffren » (48° 51′ 03″ N, 2° 18′ 00″ E) également constitué d'un escalier fixe ne donnant accès qu'aux lignes 8 et 10, se trouvant au droit du no 52 de l'avenue de La Motte-Picquet.

Accès à la station
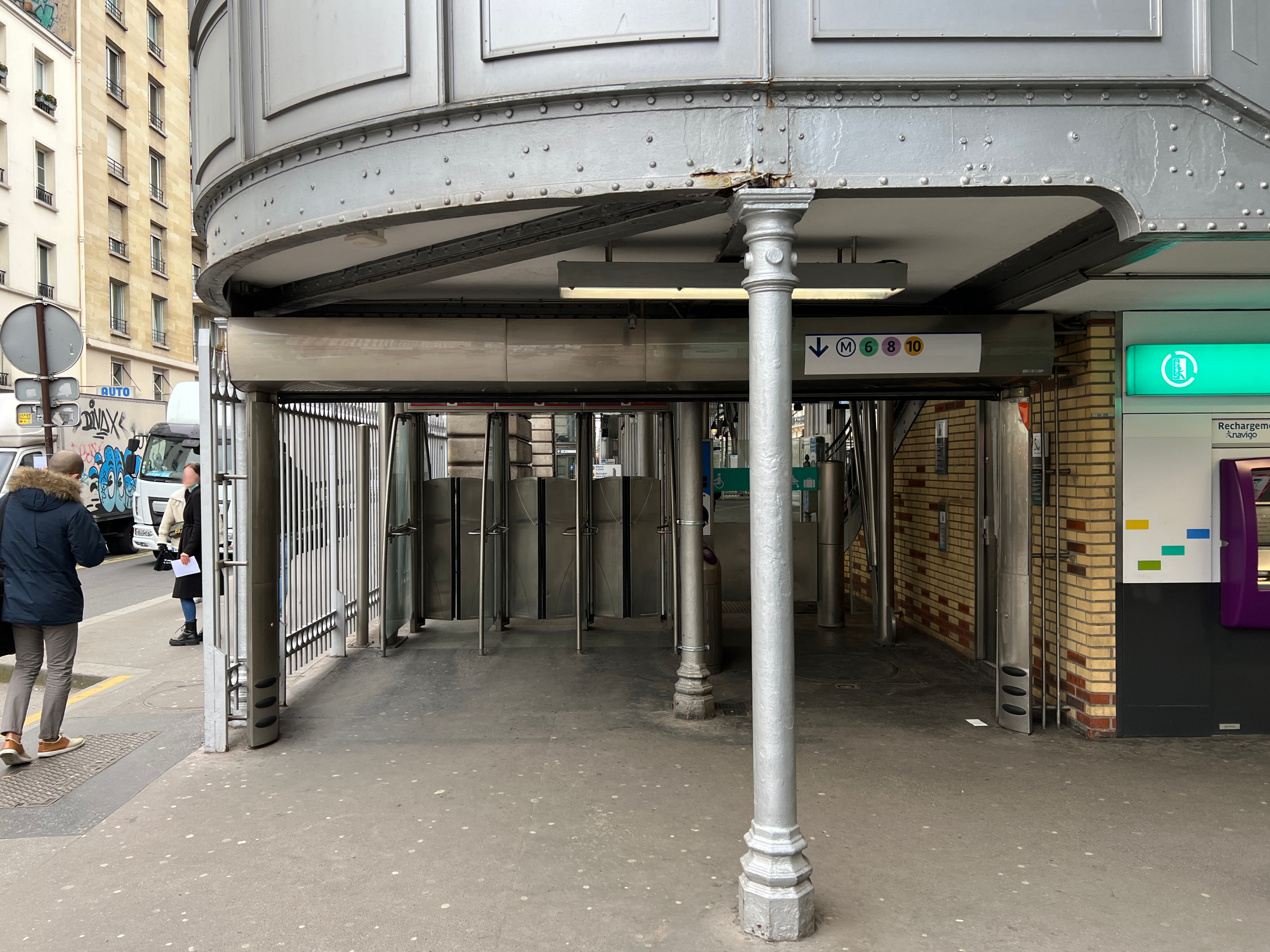
L'accès no 1 « Rue du Commerce ».
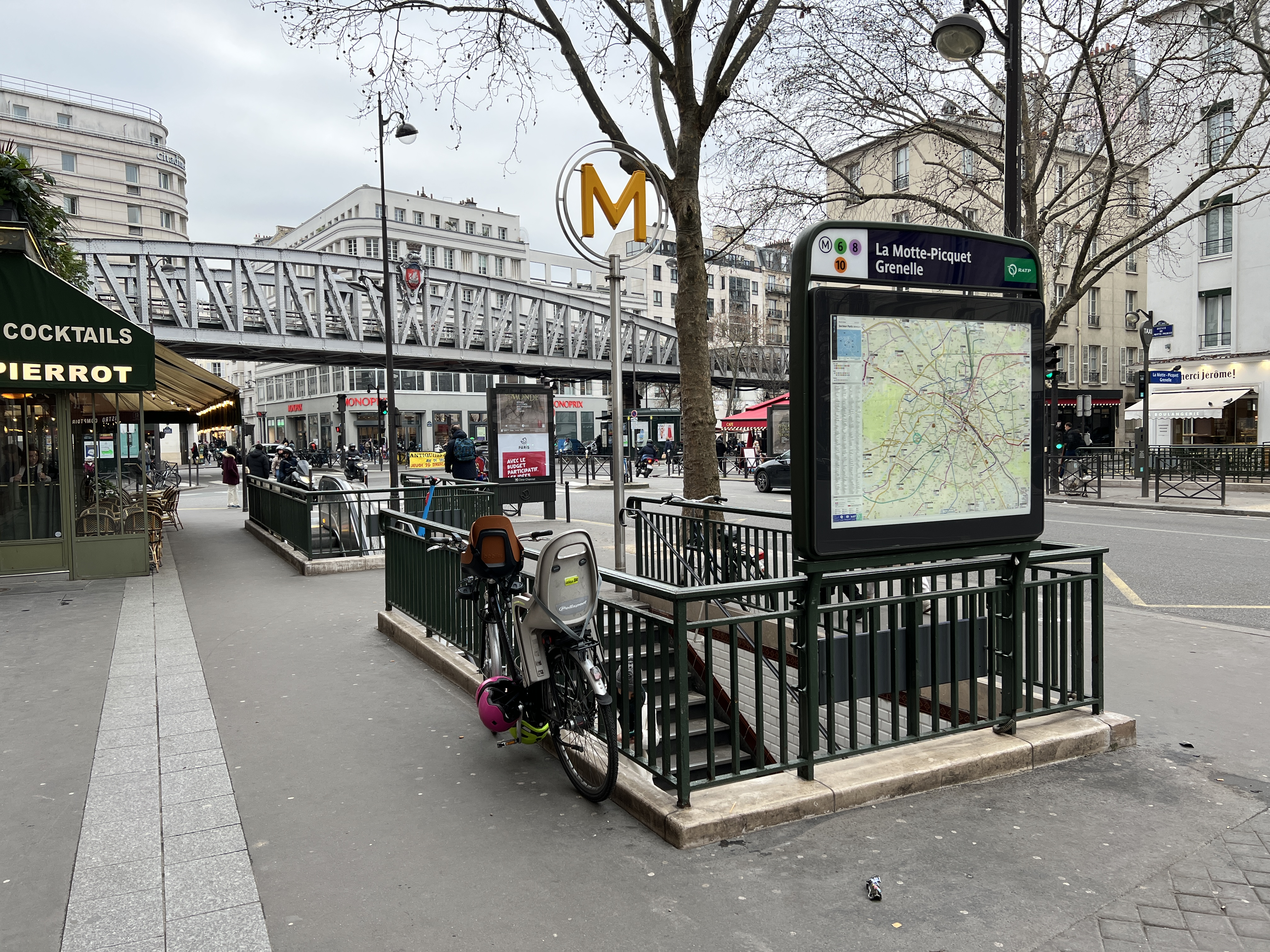
L'accès no 2 « Avenue de La Motte-Picquet ».
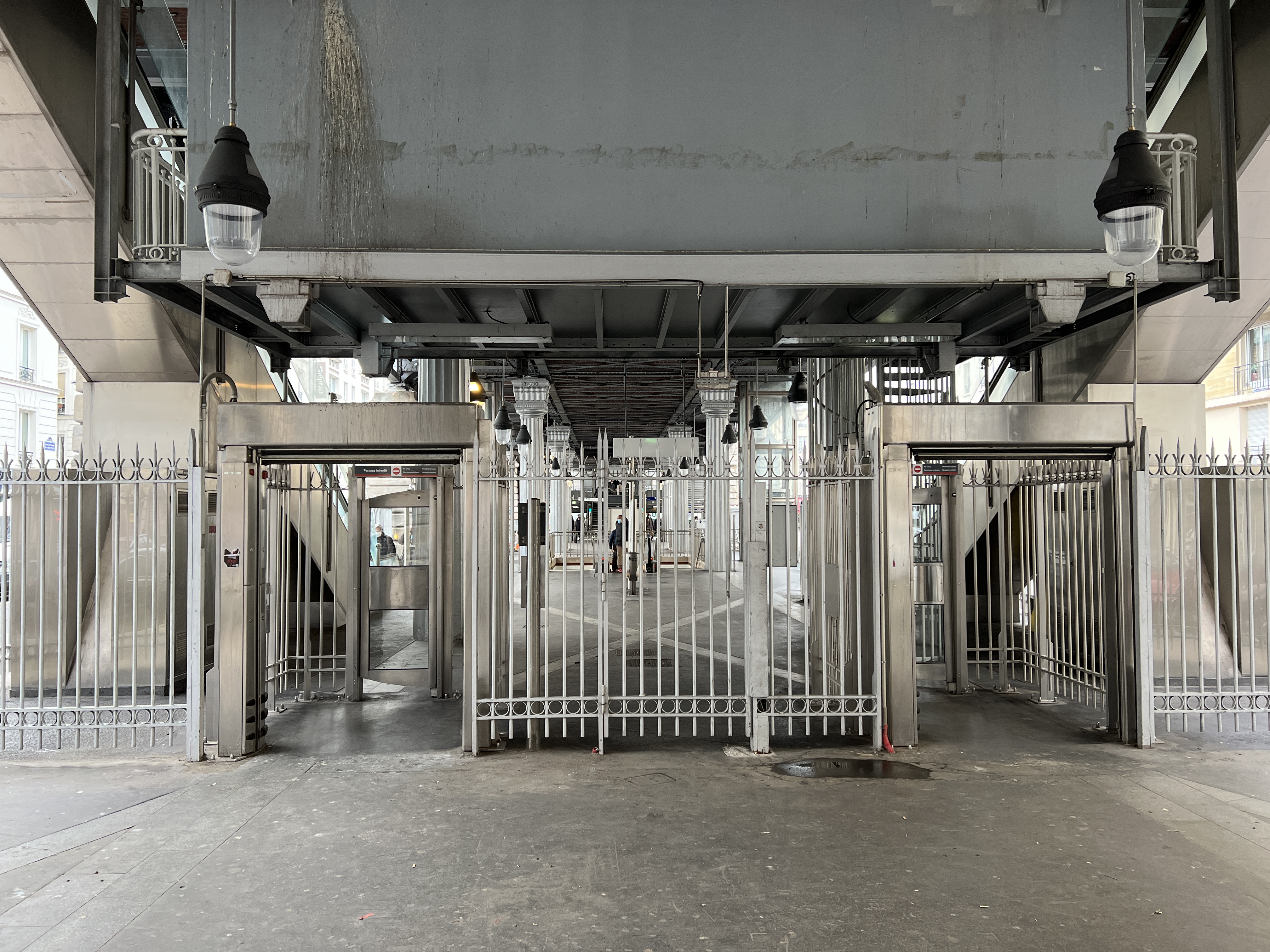
L'accès no 3 « Boulevard de Grenelle ».
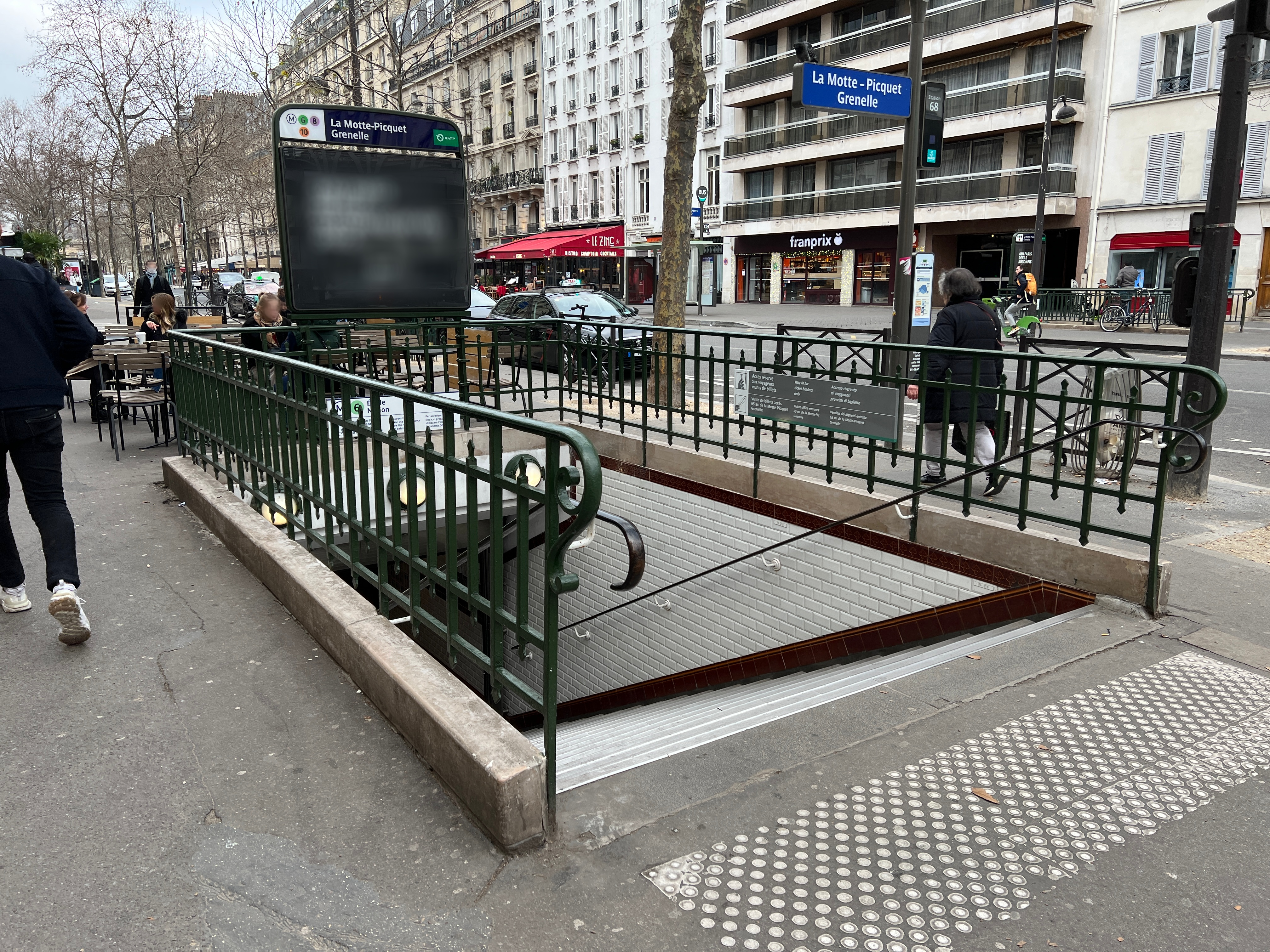
L'accès no 4 « Rue de Pondichéry ».
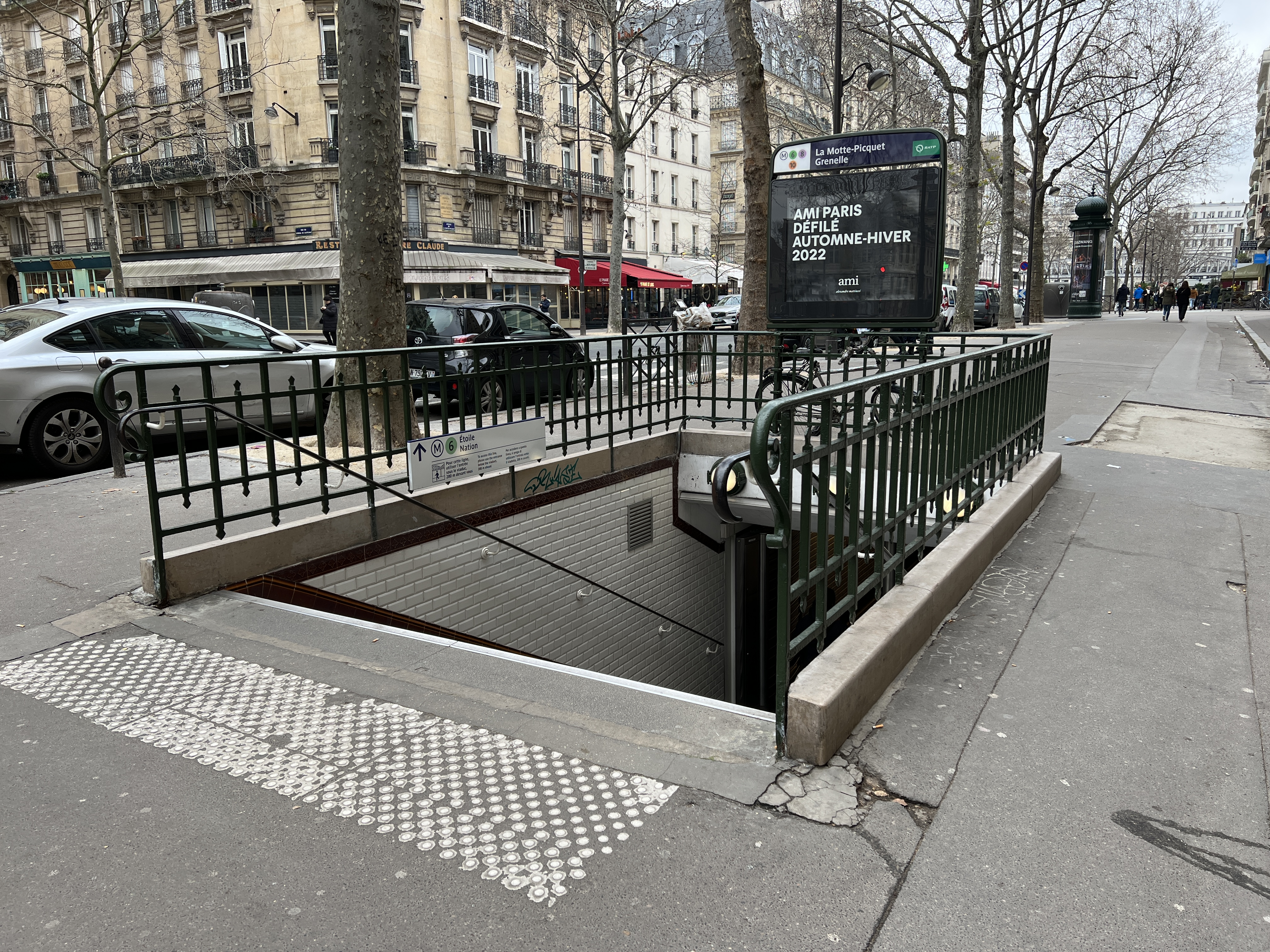
L'accès no 5 « Avenue de Suffren ».

Les piédroits des couloirs de correspondance sont décorés par endroits de carrelage biseauté de couleur marron à mi-hauteur ainsi que de plusieurs blasons de la famille de Toussaint-Guillaume Picquet de La Motte (d'azur à trois chevrons d'or, accompagnés de trois fers de lance d'argent en pal les pointes en haut). Une fresque représente la barrière de la Cunette, une des portes du mur des Fermiers généraux située autrefois en ce lieu.

### Quais

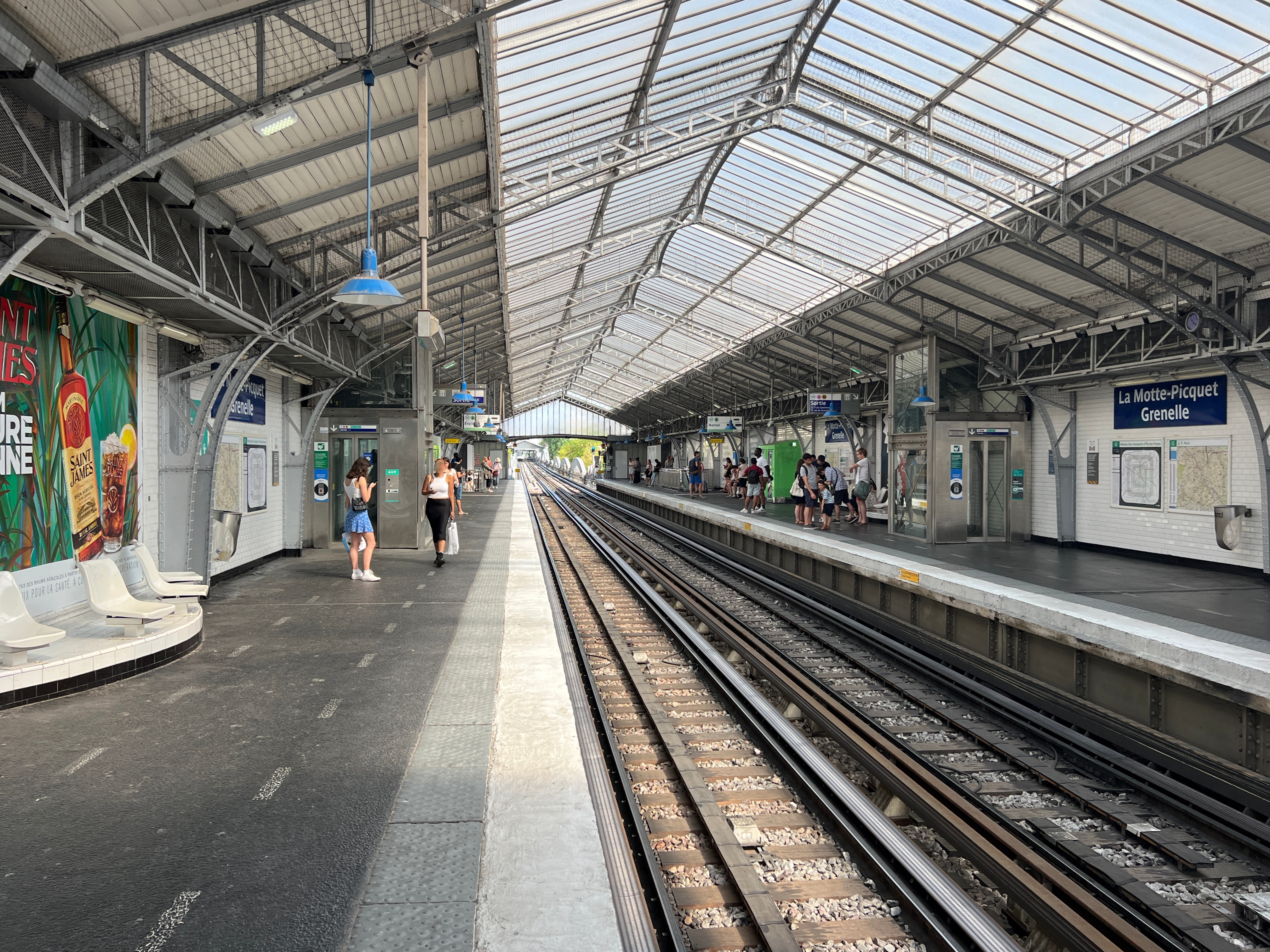
Quais de la ligne 6.

La station aérienne de la ligne 6 est de configuration standard : elle possède deux quais de 75 mètres de long séparés par les voies du métro. En revanche, la station souterraine possède une configuration particulière : au niveau supérieur se trouvent les voies des lignes 8 et 10 en direction du nord de part et d'autre d'un quai central, mesurant respectivement 105 et 75 mètres de longueur, ainsi que la voie de la ligne 10 en direction de Boulogne située dans une demi-station séparée par un piédroit, comprenant une voie unique à quai latéral mesurant 105 mètres de long, cas unique sur cette ligne. Au niveau inférieur, sous cette voie, se trouve la demi-station de la ligne 8 en direction du sud, également à quai et voie uniques de 105 mètres de long.

Les quais de la ligne 6 sont couverts d'une verrière dans le style des marquises des gares de l'époque. Les piédroits verticaux sont recouverts de carreaux en céramique blancs biseautés côté intérieur, et de briques dessinant des motifs géométriques côté extérieur. Les cadres publicitaires sont en céramique blanche et le nom de la station est inscrit dans la police de caractères du métro, Parisine, sur des plaques émaillées. Les sièges de style « Motte » sont blancs et disposés sur des banquettes de forme convexe recouvertes de carreaux en céramique blancs plats. L'éclairage est semi-direct, projeté au sol par des plafonniers bleus, sur les piédroits par des tubes en partie dissimulés et sur la charpente par des projecteurs de lumière bleue.

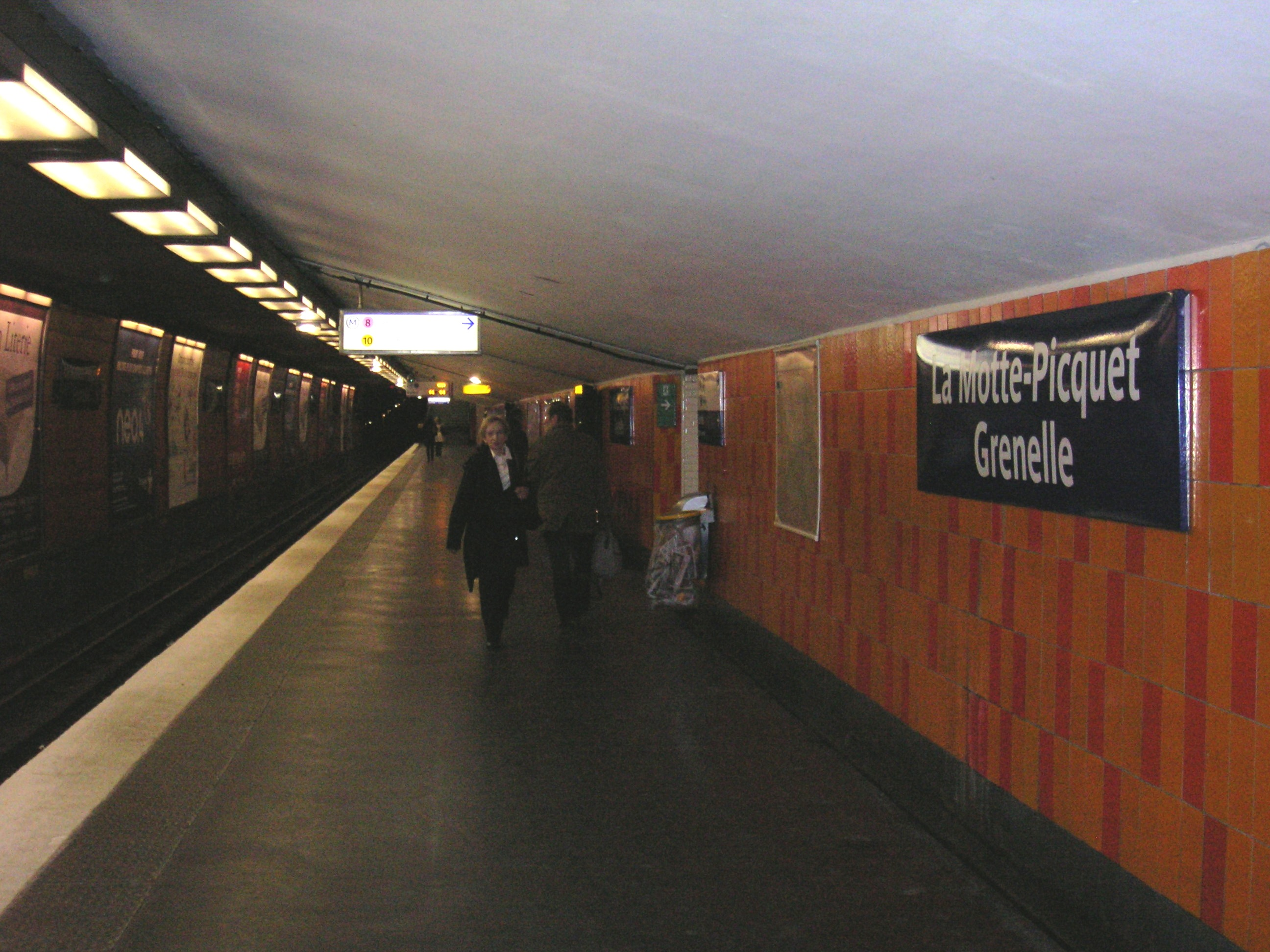
Quai de la ligne 8 en direction de Balard, avant la rénovation de 2014.

La demi-station inférieure de la ligne 8 possède des piédroits presque entièrement verticaux ainsi qu'un plafond de faible hauteur, horizontal au-dessus de la voie et incliné du côté du quai, sauf à l'extrémité nord-est qui se trouve sous une courte voûte elliptique de hauteur plus importante. Elle est partiellement décorée dans le style utilisé pour la majorité des stations de métro, tout en ayant conservé une partie de sa décoration « Mouton-Duvernet », dont les carreaux à deux tons d'orangés alignés, ne subsistant que sur le mur du côté de la voie, ont la particularité d'être posés verticalement et non horizontalement contrairement aux autres stations ayant reçu ce style, et d'avoir des dimensions plus importantes (modèle que l'on ne retrouvait que dans quelques couloirs de certaines stations). Les carreaux en céramique blancs biseautés recouvrent le piédroit du côté du quai (où ils sont surmontés de frises marron à losanges qui ne décorent habituellement que les couloirs), les tympans et la courte voûte, tandis que le restant du plafond est peint en blanc et muni d'un éclairage en bandeau-tube proche de celui-ci. Présents uniquement côté voie, les cadres publicitaires sont métalliques, éclairés par le haut, et le nom de la station est écrit en typographie Parisine sur plaques émaillées. Les sièges de style « Akiko » sont de couleur jaune.
Le quai de la ligne 10 en direction de Boulogne possède une voûte elliptique, interrompue par un piédroit vertical du côté du quai. Ses aménagements sont de style Andreu-Motte avec une rampe lumineuse orange et des sièges « Motte » de même teinte, mariés avec les carreaux en céramique blancs biseautés qui recouvrent les piédroits, la voûte et les tympans. Les cadres publicitaires sont en faïence de couleur miel à motifs végétaux et le nom de la station est également en faïence dans le style d'entre-deux-guerres de la CMP d'origine.
La station commune aux lignes 8 vers Créteil et 10 vers Gare d'Austerlitz possède également une voûte elliptique, sauf à l'extrémité nord-est du quai de la ligne 8, aménagée à travers une extension à piédroits verticaux supportant un plafond horizontal peint en blanc. Comme dans la demi-station opposée de la ligne 10, l'aménagement est de style « Andreu-Motte » orange, mais dont seules subsistent les deux rampes lumineuses ainsi que deux résidus de banquettes traités en carrelage orange plat. En outre, cette décoration est mariée avec les carreaux en céramique blancs plats, lesquels sont posés verticalement et alignés au lieu d'être disposés en quinconce comme il en est d'usage sur le réseau, particularité que l'on ne retrouve qu'à la station Père Lachaise sur la ligne 2 et qui a également existé à Gare du Nord sur la ligne 4 jusqu'en 2017. Ces carreaux recouvrent les piédroits, la voûte, les tympans et les entourages des trémies d'escaliers. Les cadres publicitaires sont métalliques et le nom de la station figure en police d'écriture Parisine sur des plaques émaillées. Les sièges de style « Akiko » sont de couleur orange.

### Intermodalité
La station est desservie par les lignes 80 et 82 du réseau de bus RATP.

## À proximité
- Viaduc des boulevards de Grenelle, Garibaldi et Pasteur
- Section nord de la rue du Commerce (rue commerçante ayant, grâce à ses bâtiments relativement bas, conservé une allure de village)
- Siège de la Fédération française de football (FFF)
- Église Saint-Léon
- École militaire
- Village suisse

## Dans la culture populaire
- Joséphine Baker dans sa chanson Revoir Paris (1949) cite La Motte-Piquet : « Car sans Paris, la Seine et les quais, et La Motte-Piquet, je sens qu'il me manquait trop de choses »[12].